# Transmission des ordres dans la marine à voile
La transmission des ordres dans la marine à voile, c'est-à-dire aux différentes composantes d'une Armée Navale est un problème de première importance pour son commandant. Des manœuvres de plus en plus complexes et la présence de flottes de plus en plus nombreuses va imposer l'utilisation de systèmes très élaborés de transmission des ordres.

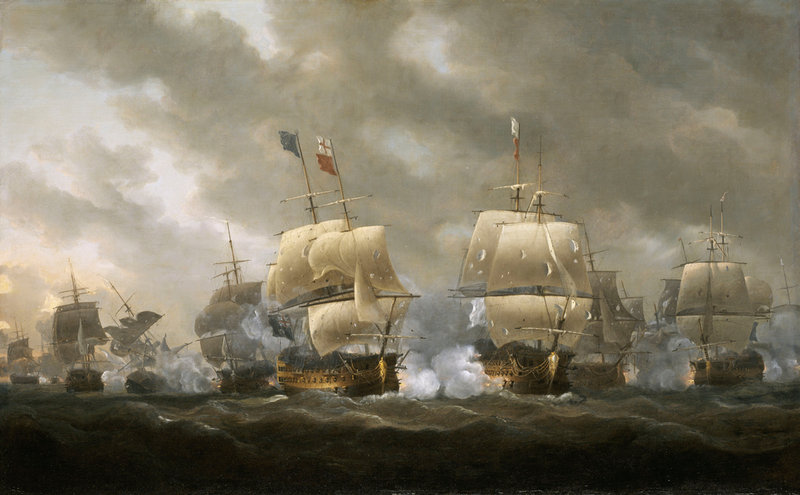
Utilisation de pavillons en tête de mât pour donner des ordres.
Battle of Quiberon Bay, 1759 (N. Pocock, 1812).

Au cours du XVIIe siècle, vont apparaître « les premières méthodes sérieuses de signalisation entre bâtiments à la mer ». Les signaux sont faits, de jour, avec des pavillons dont la forme, le motif ou l'emplacement, indiquent la référence à un ordre, dont le libellé exact est à rechercher dans un ouvrage imprimé et distribué au préalable par le commandant en chef à tous ses capitaines.
Dans un premier temps, les signaux sont définis par l'amiral. Chacun d'eux renvoie à un article de la liste des ordres qu'il a prévu. Au fil du temps, les besoins liés à la direction des flottes vont conduire à augmenter le nombre de signaux. La complexification croissante en résultant va mener à la création de codes numériques désignant une lettre, un mot, une phrase voire un ordre complet, et ne réclamant l'usage que de quelques pavillons. Ce système de transmission des ordres ne s'effacera qu'avec l'apparition de la radiotélégraphie.
La nuit, les signaux sont visuels ou sonores, effectués par l'intermédiaire de lanternes, de trompettes ou de coups de canons. Il en est de même en cas de brume.

## Le besoin
Jusqu'au XVIe siècle, le besoin de diriger les armées navales est peu criant. D'abord par le nombre de navires à diriger, ensuite par l'absence de manœuvres sophistiquées. La tactique est de se rapprocher de l'ennemi pour le combattre en mêlée.
Le développement de l'artillerie, puis l'augmentation des effectifs engagés, va développer le besoin de contrôler les mouvements des navires, de diriger leurs actions.
Dans un premier temps, les ordres de mouvements se bornent à devoir imiter ceux du navire amiral. Dans un second temps, l'organisation en plusieurs corps, comme une armée terrestre, et le besoin de leur adresser des ordres particuliers, va conduire à développer des procédures de plus en plus précises en utilisant des moyens assez rudimentaires.

## Les moyens disponibles

### Leporte-voix

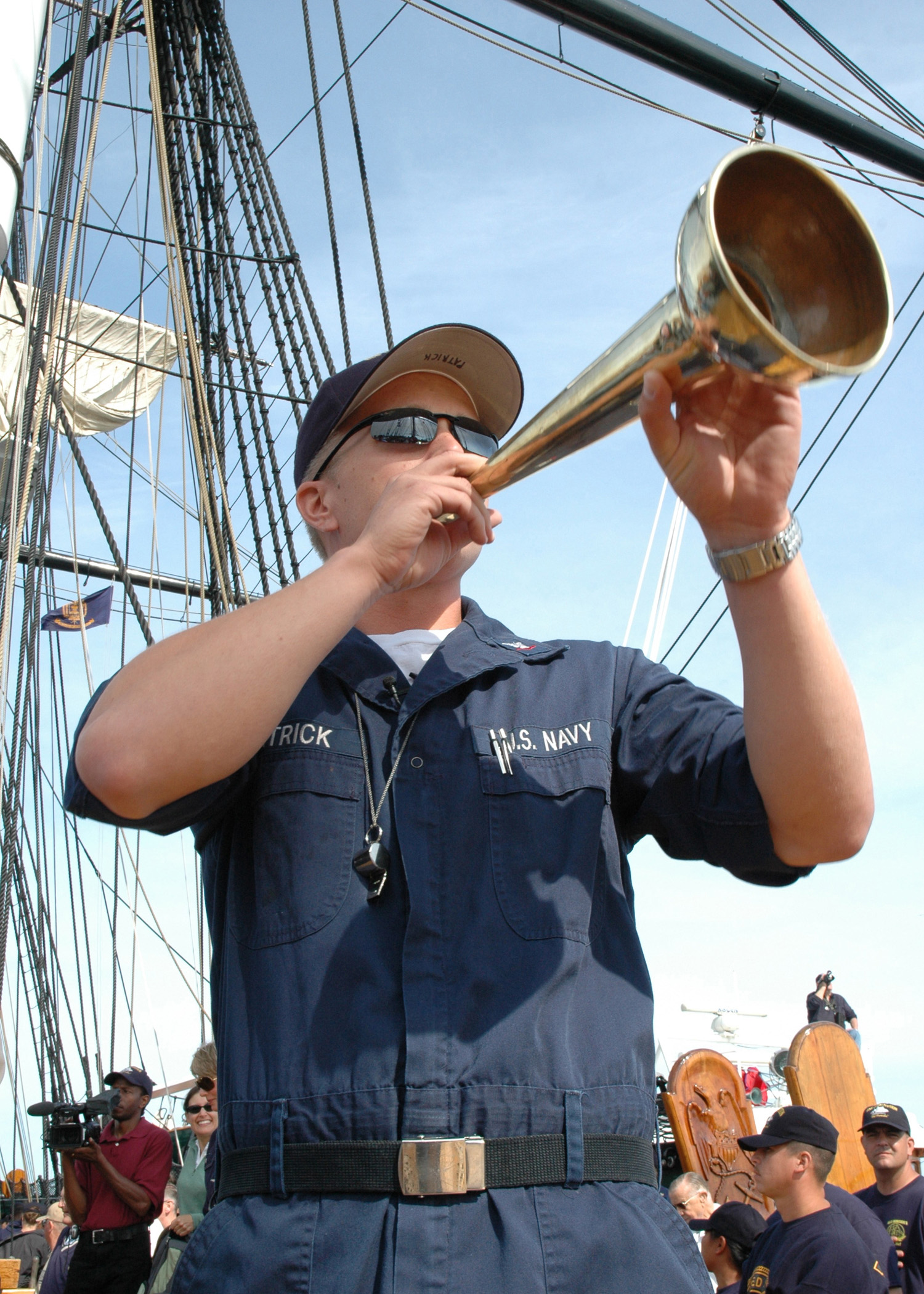
Utilisation d'un porte-voix, en 2006, sur l'.

Une personne crie du bateau voisin les ordres à transmettre. Son principal avantage est de ne nécessiter aucun outil technologique. Il faut par contre que les deux interlocuteurs soient proches l'un de l'autre.
Exemples d'utilisation: transmission des ordres, contrôle à distance, communication avec une unité à proximité.

### Le messager
On utilise un bateau servant à transmettre les messages d'un navire à l'autre. On utilise notamment ce moyen pour augmenter la portée à laquelle on peut envoyer les messages (notamment avec les porte-voix).
Exemples de navires messagers :
- Le canot.

On se bornera à donner un exemple. Il est tiré des mémoires du marquis de Villette-Mursay, à la bataille de La Hougue (1692).
« ...le marquis de Villette envoya en ce temps là le chevalier de Chavagnac, major de sa division, proposer au comte de Tourville de mouiller à la mer étale. Le comte de Tourville [...] chargea Chavagnac d'en porter l'ordre à la droite de toute la ligne [...] Chavagnac s'en acquitta se servant pour cela du canot de L'Ambitieux... »,
- La corvette.

« Dans une armée, on appelle Corvette de l'amiral, le bâtiment léger qui se tient habituellement près de son vaisseau pour être prêt à transmettre ou à exécuter les ordres ».

### Messages visuels

#### Le mouvement extraordinaire
Il s'agit, dans ce cas d'effectuer une manœuvre sortant de l'ordinaire et devant attirer l'attention de celui auquel est destinée l'information. L'avantage est d'être visible à grande distance (par exemple, un mouvement de voile : de par la taille celle-ci sera plus visible qu'un pavillon bien plus petit) ; l'inconvénient réside dans le nombre limité de mouvements possibles et donc de messages pouvant être passés.
Pour donner un exemple, le 20 novembre 1759, l'escadre anglaise est à la recherche de l'escadre française, dans les parages de Belle-Île. Le signal convenu en cas de découverte par les navires éclaireurs est de laisser faséyer les voiles de perroquet. C'est ce que fera la frégate HMS Maidstone à 8 heures 30, déclenchant l'action qui aboutira à la défaite française des Cardinaux.

#### Le pavillon

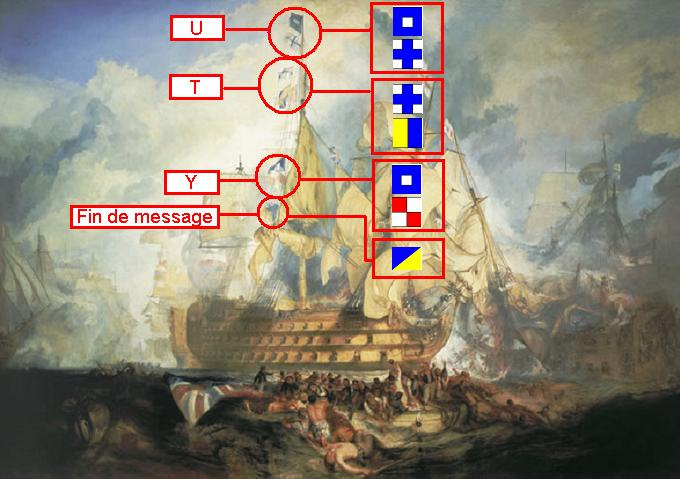
Fin du message de Nelson à Trafalgar.

Les pavillons sont de grande taille, de différentes formes. À côté des pavillons carrés, on trouve des flammes, des pennons voire, chez les Britanniques, des flammes nouées en leur milieu.
Pour flotter au mieux dans le vent, les pavillons sont faits en toile légère (étamine).

#### Le fanal
Instrument privilégié pour la transmission des ordres pendant la nuit, le fanal est une grosse lanterne que l'on accroche à tel ou tel endroit du gréement. L'emplacement et le nombre des fanaux arborés font référence à un ordre.
Si, dans un premier temps, le fanal ne sert qu'à protéger un flambeau, l'utilisation de plaque de mica, puis de verre coloré, vont permettre d'augmenter la diversité des feux et, partant, la quantité d'ordres possibles. Selon Jean Boudriot, le fanal à signaux est garni d'une bougie, de cire jaune, d'une livre de poids,.

#### La fusée et le feu de Bengale
Le feu de Bengale ou « faux feu » (appelé aussi « feu d'amorce » chez les Français)
Ce dispositif se compose d'une planchette au long de laquelle est creusée une gouttière, avec une cavité à son extrémité. La poudre est répandue dans la cavité et la gouttière. L'inflammation « provoque un nuage emflammé visible de fort loin ».
Une composition, anglaise, comprend une livre de poudre pour 6 onces de farine. Vers la fin du XVIIIe siècle, des feux de couleur bleue sont utilisés. Ils sont fabriqués avec 7 livres de salpêtre, 1 livre douze onces de soufre et 8 onces de bleu d'orpiment.
La « fusée volante »
Elle se compose d'un cylindre en carton, garni d'un mélange d'artifice, et surmonté d'un pétard. La fusée est fixée sur une tige longue de 5 pieds (1.60 mètre environ).
Un vaisseau de 74 canons en embarque 4 caisses de 36. Il y en a de plusieurs types comme les « fusées en étoiles », les « fusées en pluie » et les « fusées en sarmentaux ».
Elles sont tirées à l'aide d'un chevalet composé de deux tringles, permettant de régler l'angle de tir. Généralement, cela est fait du gaillard d'arrière.

### Messages sonores

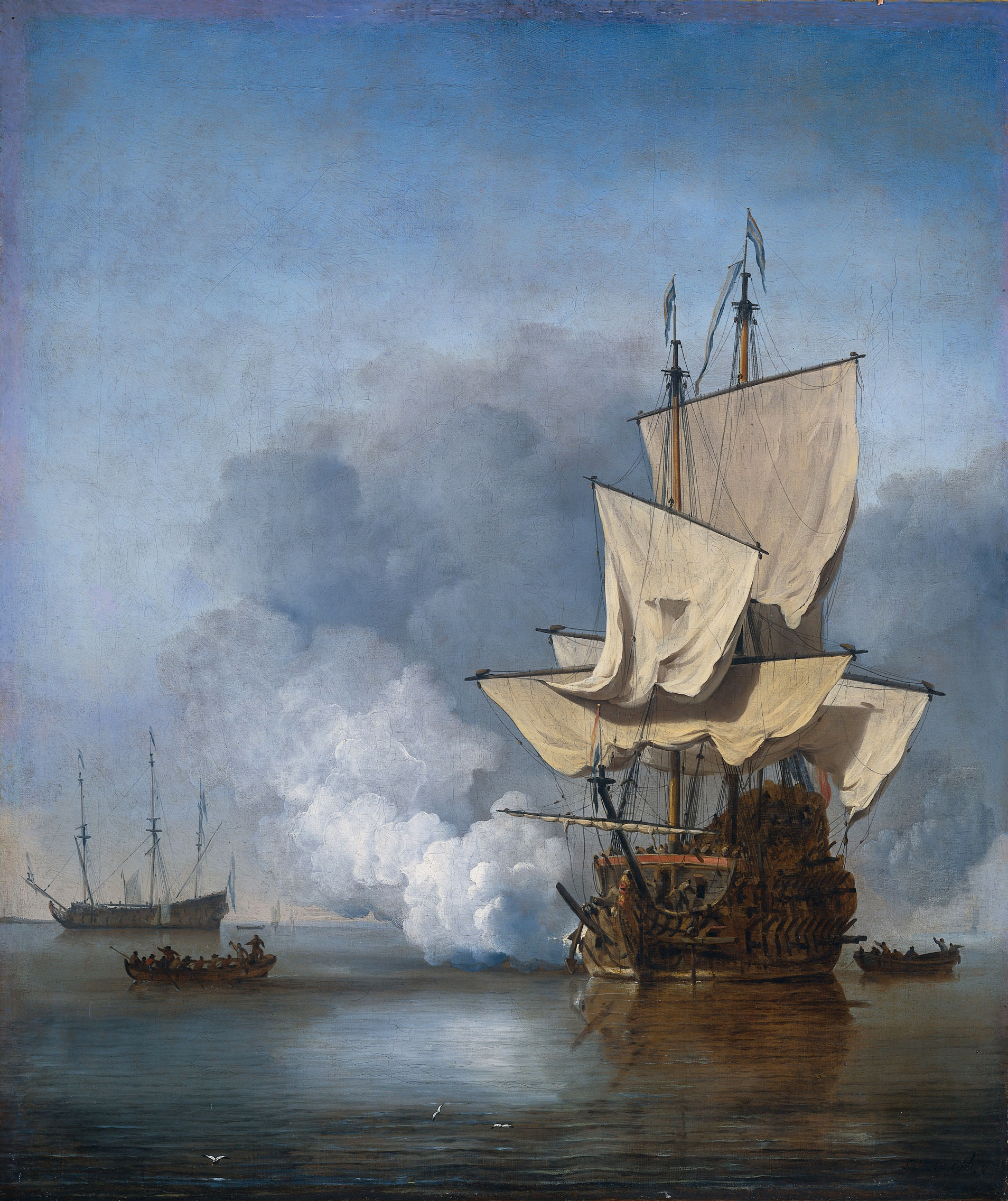
Le coup de canon, Willem van de Velde le Jeune, 1707 (Rijksmuseum).

On utilise différents instruments pour transmettre un message. Chaque marine ayant ses préférences.
On trouve comme outils utilisés :
- Le tambour et le clairon (plutôt chez les Français).
- Le canon et le mousquet.
- La cloche (plutôt chez les français) et la corne de brume.

Un message pourra ainsi être codé par le nombre de notes produites ou leur fréquence, par exemple.
Le ou les coups de canons peuvent être partie intégrante de l'ordre transmis, ou servir à appuyer l'ordre. Son emploi est cependant aléatoire en cas de combat. Cela se vérifiera, entre autres, lors du combat des Cardinaux. Il est aussi prévu deux significations possibles, selon que les coups de canons sont tirés à intervalle court ou long.

### Le code complexe
Il s'agit des ordres qui sont transmis en faisant appel à plusieurs modes de transmission en même temps. Un exemple peut être pris dans l'utilisation de coups de canons associés à l'envoi de pavillons ou de fanaux.

### Le Scott
Il s'agit du code morse habituellement utilisé en radiotélégraphie, transmis par signaux lumineux.

### Le projecteur
C'est l'outil électrique directionnel (donc discret car il n'est visible que du navire vers lequel le projecteur est dirigé) qui permet de transmettre les signaux lumineux du code morse dont la procédure lumineuse s'appelle le Scott. Les messages en Scott peuvent être aussi transmis en FVTH (Feu Visible sur Tout l'Horizon). Ce moyen de transmission optique en bout de vergue est plus rapide car il dessert plusieurs destinataires en même temps, mais moins discret car il peut être intercepté par tout navire à proximité.

## Procédures utilisées

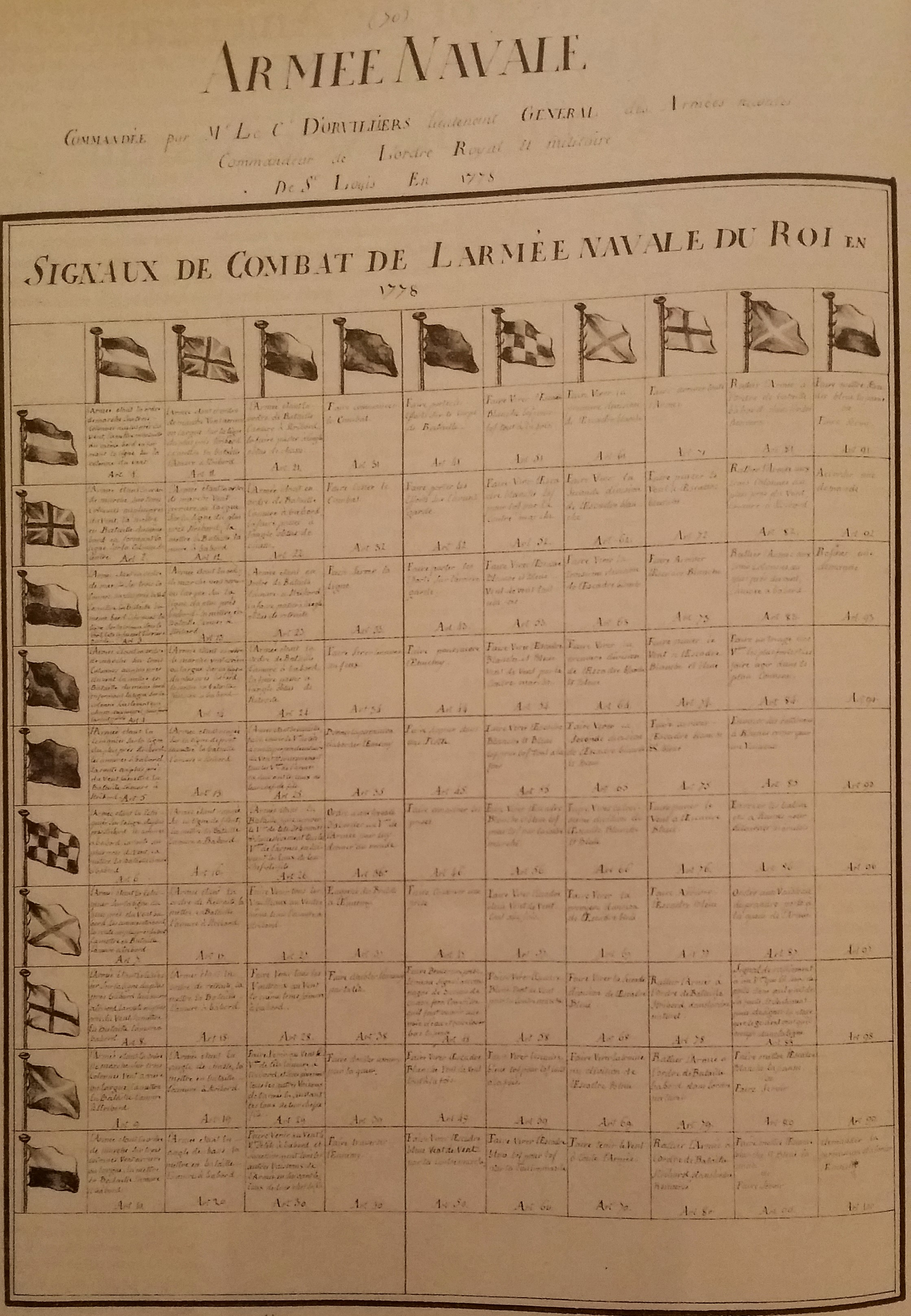
Système de M. le chevalier Du pavillon (1778)

Chaque marine a ses procédures propres mais qui sont en fait des variantes d'un même système de signalisation.
Composer le message
Dans chaque marine, la mise en œuvre est similaire. Sur la dunette, lieu où se tient le commandant, se trouve une petite armoire dans les casiers de laquelle sont rangés les pavillons. Un des officiers est chargé des signaux (observer, traduire ou envoyer) ; il est assisté par quelques matelots pour préparer et envoyer les signaux qui sont préparés à l'avance. Selon les méthodes utilisées, les pavillons sont envoyés en tête de mât ou sur tout autre emplacement désigné.
Diffuser le message
L'endroit où sont arborés les pavillons a aussi varié au cours du temps.
Dans un premier temps, le petit nombre de pavillons disponibles avait pour conséquence que l'endroit où était arboré le pavillon avait aussi une signification. Selon l'endroit où est arboré le pavillon, le message est différent.
Pour donner un exemple, chez les britanniques dans les dernières années du XVIIIe siècle, l'Union Jack hissé en haut du mat d'artimon du navire amiral voulait dire : « le capitaine doit venir à bord du navire amiral ». Le même pavillon, arboré à la corne d'artimon, doit, lui, être compris comme indiquant la tenue d'une cour martiale sur le navire[réf. incomplète].
Pour donner un autre exemple, les signaux prévus par M. de Tourville, dans son code de 1693, donnent un pavillon à deux bandes, blanche sur rouge.
- Arboré en tête du grand mât, cela voudra dire : « mettre les vaisseaux de l'escadre blanche à leur poste et dans l'ordre qu'il faut ».
- Arboré en tête du mat de misaine, la signification en sera : « mettre les vaisseaux de l'escadre blanche et bleue à leur poste et dans l'ordre qu'il faut ».

Actions postérieures à la diffusion
Pour s'assurer de la bonne visibilité des signaux émis, ceux-ci sont répétés par d'autres navires. Les usages varient selon les pays et selon les époques. Par exemple, les commandants de chaque division sont chargés de répéter les signaux envoyés par le vaisseau amiral.
Le système qui finira par être le plus utilisé sera celui des frégates répétitrices. Celles-ci sont placées en dehors de la ligne de bataille, si possible au vent de celle-ci afin de ne pas être génées par la fumée de la canonnade. Elle arbore à l'identique tous les signaux faits par le navire amiral.
Le message est retiré quand les destinataires ont tous fait « l'aperçu », pavillon marquant que le message a été compris. Quand le message passe par les frégates répétitrices, ces dernières vont envoyer le même message qu'elles n'affaleront que lorsque tous les destinataires auront donné l'aperçu.

## Évolution

### Avant leXVIIesiècle
Il y a peu d'exemples connus de système élaboré de transmission d'ordres jusqu'au XVIe siècle.
Pour deux raisons au moins. En premier, parce que la tactique est limitée à un ensemble de combats individuels. Chaque navire se trouve un adversaire et le combat,. En second, parce que la taille des flottes opposées permet au vaisseau amiral d'être vu de tous.
Un exemple peut être donné avec les instructions de l'amiral espagnol Alonso de Chaves (es) (aux environs de 1530) :
« The captain-general should encourage all in the battle, and because he cannot be heard with his voice he should bid the signal for action to be made with his trumpet or flag or with his topsail ».

### XVIIesiècle
La situation change au XVIIe siècle, quand la manœuvre et le combat en groupe deviennent la règle. Le général de l'Armée Navale a besoin d'un système de transmission des ordres à des vaisseaux qui peuvent être très éloignés. Les vaisseaux naviguent en ligne de file et, bien que l'amiral soit généralement placé au milieu de celle-ci, il faut transmettre les ordres le long de cette file longue de plusieurs kilomètres.
Au XVIIe siècle, les amiraux ne disposent que d'un recueil d'« Instructions ». C’est-à-dire un ensemble de règles imaginées par l'amiral et présentées sous forme d'articles. Les plus anciens codes de signaux conservés datent de 1630. Ils concernent les galères,.
Il ne s'agit pas de documents officiels, mais chaque amiral constitue son propre recueil. En 1731, Duguay-Trouin[Qui ?] fait imprimer son propre recueil chez Mallard, imprimeur à Toulon, et en distribue un exemplaire à chacun de ses capitaines. Il peut aussi reprendre un système existant en y apportant des suppléments, des commentaires.

#### Le principe
On fait référence à un article et les destinataires doivent en déduire la pensée de leur chef. Les références sont données par des coups de canon, selon le nombre et la fréquence, ou par des mouvements de voile (mis à contre, ferlée, etc.)
Dans les situations simples, le système est valable, mais si la situation qui se présente n'a pas été prévue au préalable, rien ne peut plus être transmis. C'est alors que l'on trouvera, dans les relations du combat, l'envoi des canots du navire amiral pour porter des ordres, voire l'appel des frégates à passer sur l'arrière dudit vaisseau pour que soit donné au passage le message, par porte-voix, qui devra ensuite être hurlé de la même façon au vaisseau destinataire.

#### Quelques exemples

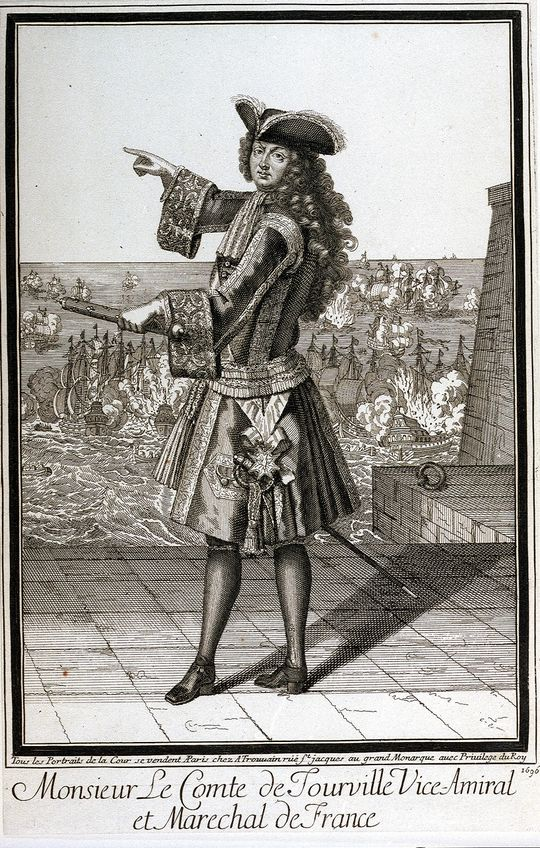
Le comte de Tourville, vice-amiral et maréchal de France.

- Tourville (1693).

Celui-ci a prévu un système utilisant des pavillons et différents endroits dans le gréement pour les arborer. Il y a 16 pavillons et 3 flammes, associés à 7 positions différentes (dont 2 accessoires). Un message utilise 1, 2 ou 3 pavillons pouvant être hissés au même endroit ou à des endroits différents de la mâture. De plus, un message peut être accompagné de coups de canons ou de manœuvres de voiles.
L'avantage de ce système réside dans le nombre de signaux envisageables. L'inconvénient est l'absence de logique de lecture, rendant difficile le travail de compréhension de celui qui déchiffre.
La version de 1707 de ce code prévoit 372 signaux, dont 80 de nuit et 12 de brume.

### XVIIIesiècle
- Généralités sur l'évolution.
- La forme
- La mise en œuvre

- Quelques exemples :
  - La Bourdonnais
  - Le chevalier du Pavillon

En 1776, ce lieutenant de vaisseau propose un code basé sur des numéros. Le code est divisé en chapitres, chacun ayant un pavillon particulier. Chaque chapitre se présente sous forme d'un tableau de 100 cases (10 lignes sur 10 colonnes).

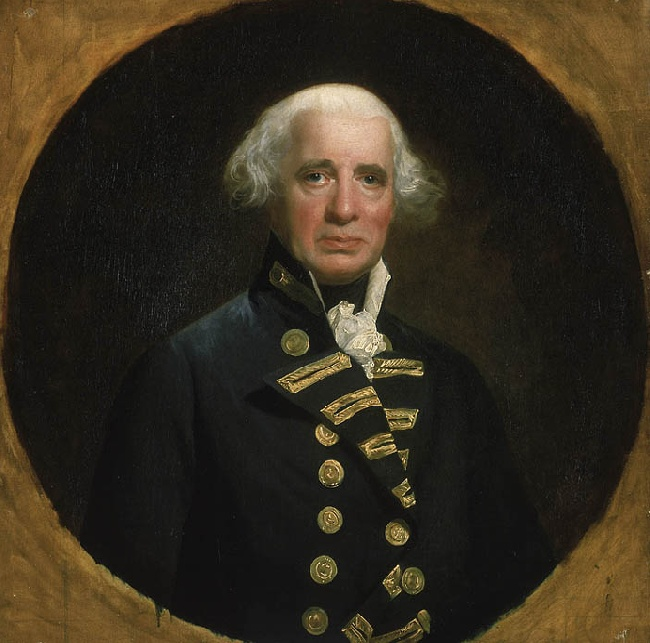
Richard Howe, Amiral de la Flotte, 1726-1799.

Le message est transmis à l'aide de 3 pavillons, celui du chapitre concerné et ceux donnant la ligne et la colonne à l'intersection desquelles on lit l'ordre correspondant.
Les tableaux passeront par la suite à 13, puis 16, lignes et colonnes, offrant la possibilité de donner plus d'ordres différents.
- - Le système de Howe

En 1778, l'amiral Howe propose une nouvelle version du système de signaux qu'il a imaginé en 1762. C'est un code numérique, assez similaire à celui imaginé par M. du Pavillon. Il deviendra le système officiel de signalisation de la Royal Navy en 1799.
Ce code utilise 10 pavillons numériques, de 1 à 10. Il utilise aussi un pavillon préparatoire, un de réponse positive, un de réponse négative et un pavillon de substitution.
Le système permet l'envoi de 260 messages. Des versions ultérieures permettront d'avoir 340 messages disponibles.

### XIXesiècle

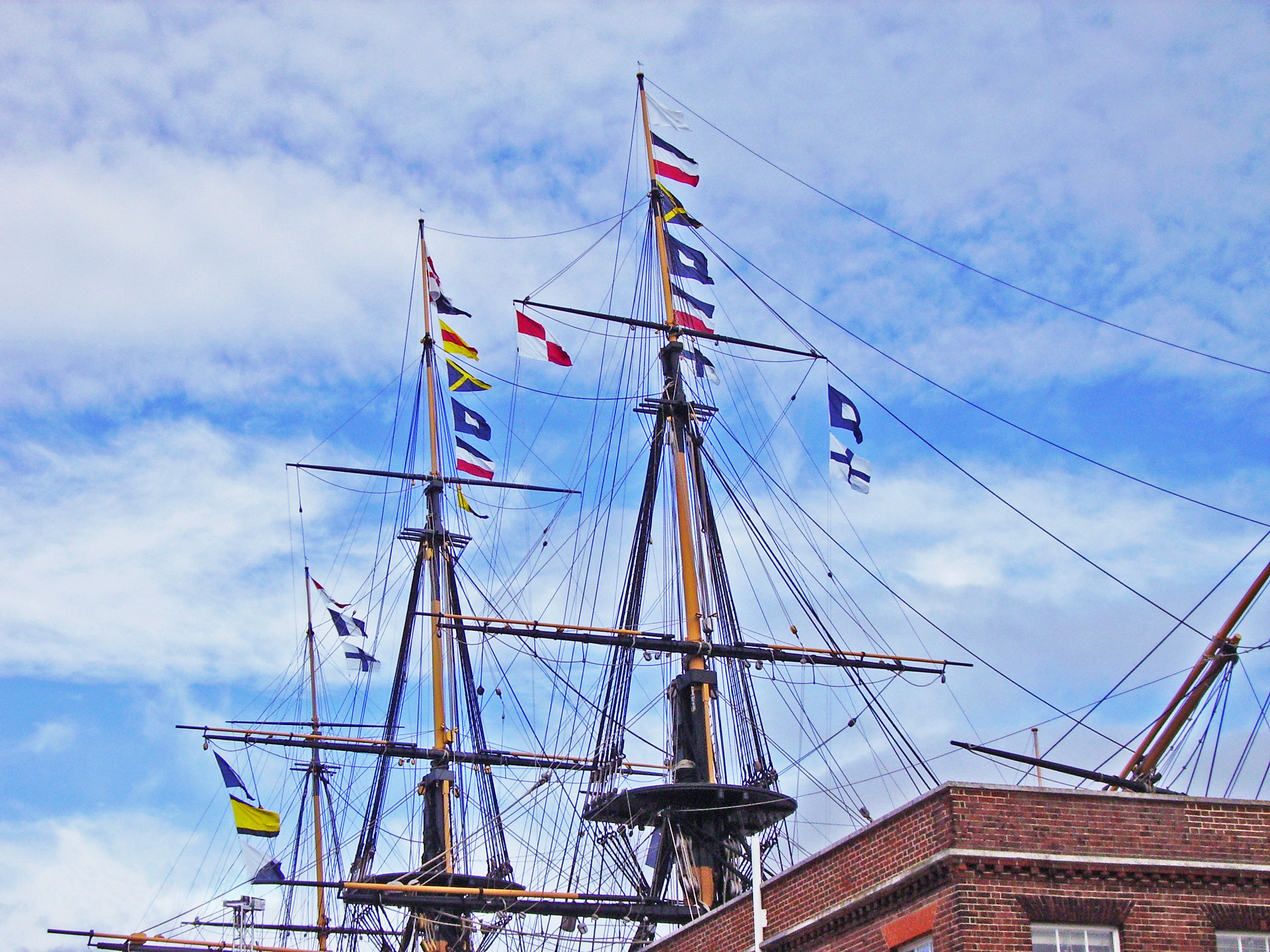
Le arbore toujours le célèbre message de Nelson à Trafalgar.

- Généralités sur l'évolution.
- La forme
- La mise en œuvre
- Un exemple : Le code de Popham.

Fourni à la marine britannique en 1813, après avoir été défini en 1801 et publié en 1803,, ce code est numérique ; chaque pavillon correspond à un chiffre, de zéro à neuf. Chaque numéro correspond à une lettre, un chiffre, un lieu géographique ou une phrase complète.
Le code se compose d'un document divisé en 4 parties. La première concerne des mots individuels (exemple : « Amirauté » est le signal n° 42 de la première partie ; « Affirmer-affirmé-affirmation » est le signal 1052 dans la deuxième partie). La troisième partie concerne les noms de lieux et des phrases complètes (exemple : le signal 2529 veut dire « le navire a fait voile cette nuit ». Le chiffre 2 initial indiquant que le message relève de la troisième partie).
Le signal requiert l'usage de 2 à 4 pavillons.

#### Ouvrages
- Ouvrages en français
  - Signaux généraux de Monsieur le maréchal de Tourville (1693), 1995, Éditions du Gerfaut. reproduction des 96 croquis d'origine
  - Michel Depeyre, Tactiques et stratégies navales : de la France et du Royaume-Uni de 1690 à 1815, Paris, Economica, 1998, 450 p. (ISBN 978-2-7178-3622-6).

- Ouvrages en anglais
  - (en) Brian Tunstall et Nicholas Tracy, Naval warfare in the age of sail : the evolution of fighting tactics, 1650-1815, Annapolis, Md., Naval Institute Press, 1990, 278 p. (ISBN 978-1-557-50601-6). 
  - (en) Michael A Palmer, Command at Sea : naval command and control since the sixteenth century, Cambridge (Mass.), Harvard University Press, 2005, 377 p. (ISBN 978-0-674-02411-3).
  - (en) Julian Stafford Corbett, Fighting Instructions, 1530-1816. Publications of the Navy Records Society, vol. XXIX, 1905 (lire en ligne). 
  - (en) Brian Lavery, Nelson's Navy : The ships, Men and Organisation 1793-1815, Londres, Conway Maritime Press, 1989, 352 p. (ISBN 978-0851775210), p. 260-264.

- Dictionnaires
  - Bonnefoux et Pâris, Dictionnaire de la marine à voile, EFR, 1987, 2e éd. (1re éd. 1856), 776 p. (ISBN 978-2882120106, EAN 3321440000021)
  - Amiral Willaumez, « Dictionnaire de Marine », 1831, réédition 1998, Le Chasse-Marée/ArMen, 579 pages,  (ISBN 978-2903708771).

#### Articles
- Articles en français.
  - Mouchez, « Les signaux dans la Marine française, 1690-1900 », Revue Maritime,‎ mai 1929, p. 629-658 (lire en ligne). 
  - Patrick Decencière, « La communication en mer : les systèmes de signaux au XVIIIe siècle », Chroniques d'Histoire Maritime, no 71,‎ décembre 2011, p. 11-25 (lire en ligne, consulté le 3 décembre 2023).
  - Patrick Decencière, « L'évolution des systèmes de signalisation navale à la veille de la guerre d'Amérique », dans Olivier Chaline, Philippe Bonnichon et Charles-Philippe de Vergennes (dir.), Les marines de la guerre d'indépendance américaine 1763-1783 (tome 2), Paris, PUPS, 2018 (ISBN 979-1023105858), p. 227-240.
  - Michel Depeyre, « « Chasser » dans la nuit... Vaisseaux et flottes britanniques la nuit, au XVIIIe siècle », dans Suzi Halimi (dir.), La nuit dans l'Angleterre des Lumières, Paris, PUPS, 2009 (ISBN 978-2878544244, lire en ligne), p. 37-47.

- Articles en anglais
  - A. R. McCracken, "Signalling in the British Navy, 1800", Proceedings Magazine[note 13], vol 58, no 1, janvier 1932.
  - A. P. Niblack, "Naval Signaling", Proceedings Magazine, vol 18, no 4, 1892.
  - Philip K. Allan, "Command and control in the age of sail", U.S. Naval Institute, Naval History Magazine, octobre 2021,